# Венеция, луната и ти
„Венеция, луната и ти“ (на италиански: Venezia, la luna e tu) е италианска комедия от 1958 година на режисьора Дино Ризи с участието на Алберто Сорди.

## Сюжет
Бепи е гондолиер във Венеция и въпреки че е ангажиран с Нина, не се отказва от приключенията си с туристките, които вози на лодката си. Един ден, гребейки из каналите на града, той съобщава на всички красиви жени във Венеция, че ще се жени за Нина, което предизвиква гнева им.
При поредния си курс обаче погрешка вместо да качи две възрастни дами, се оказва, че трябва да вземе на лодката си две красиви млади американки. Нина става все по-ревнива към годеника си и му отмъщава, като обръща внимание на стария си ухажор Тони. Проблемите за Бепи не свършват, защото и двете американски туристки се влюбват в него и искат да се оженят за него.
Нина се самоубеждава  да се омъжи за Тони, който е по-верен и спокоен. Междувременно Бепи успява да се отърве от двете амбициозни американки, но сега е убеден, че окончателно е загубил приятелката си. Отивайки в църквата, където предстои сватбата на Нина и Тони, той с радост научава, че Нина все още не е произнесла съдбовното „да“. След помиряването на Нина с Бепи следва брак и семеен живот, като Нина продължава да следи съпруга си за по-нататъшни изневери.

## В ролите
| Изпълнител      | Роля          |
| --------------- | ------------- |
| Алберто Сорди   | Бепи          |
| Мариза Алазио   | Нина          |
| Ингеборг Шьонер | Натали        |
| Ники Дантин     | Джанет        |
| Рикардо Гароне  | Дон Фулгенцио |
| Лучано Марчели  | Дон Джузепе   |
| Ана Кампори     | Клаудия       |
| Нино Манфреди   | Тони          |
| Джулиано Джема  | Брандо        |